# Exército Cubano
O Exército Cubano oficialmente Exército Revolucionário (em castelhano:  Ejército Revolucionario) é o ramo terrestre das Forças Armadas Revolucionárias Cubanas sendo responsável pela guerra terrestre. Foi fundado em 1959, após a vitória comunista na Revolução Cubana.
O Exército Revolucionário é dividido nos Comandos Ocidental, Central e Oriental, além da região militar autônoma da Ilha da Juventude.

## História
A força militar que surgiu depois da Guarda Rural foi criada em 1902 como o Exército Nacional de Cuba (em castelhano:  Ejército Nacional de Cuba). Em 1933, o exército executaria a Revolta dos Sargentos, buscando melhores condições, e depondo o presidente Gerardo Machado sob a liderança do então Sargento Fulgencio Batista. Em 1935, a força foi renomeada Exército Constitucional de Cuba (em castelhano:  Ejército Constitucional de Cuba). Sob esta designação executou o golpe militar de 10 de março de 1952, - o Batistazo - colocando uma junta militar liderada por Batista no governo.
O cuartelazo (quartelada) foi um feito de habilidade organizacional da Força, com o eixo da conspiração passando pelas instalações militares da capital; as quais caíram nas mãos dos conspiradores sem resistência. Tomando controle das guarnições de Havana, as forças armadas rebeldes avançaram sobre a própria capital, alcançaram as vias levando às áreas suburbanas da cidade e, por fim, capturaram os comandos provinciais.

## Equipamento
Esta tabela e feita com base em dados divulgados pelo governo cubanos e outras fontes.
| Nome                                      | País de origem  | Quantidade | Notas                                                                                    |
| Tanques                                   | Tanques         | Tanques    | Tanques                                                                                  |
| ----------------------------------------- | --------------- | ---------- | ---------------------------------------------------------------------------------------- |
| T-54/T-55                                 | União Soviética | 800        |                                                                                          |
| T-62                                      | União Soviética | 380        |                                                                                          |
| PT-76                                     | União Soviética | 50         |                                                                                          |
| Veículo de combate de infantaria          |                 |            |                                                                                          |
| BMP-1                                     | União Soviética | 120        |                                                                                          |
| Veículo blindado de transporte de pessoal |                 |            |                                                                                          |
| BTR-40                                    | União Soviética | 100        |                                                                                          |
| BTR-50                                    | União Soviética | 200        |                                                                                          |
| BTR-60                                    | União Soviética | 800        |                                                                                          |
| BTR-70                                    | União Soviética | ??         | Quantidade não determinada devido a falta de informações fornecidas pelo governo cubano. |
| BTR-152                                   | União Soviética | 150        |                                                                                          |
| Artilharia autopropulsada                 |                 |            |                                                                                          |
| 2S1 Gvozdika                              | União Soviética | 60         |                                                                                          |
| 2S3 Akatsiya                              | União Soviética | 40         |                                                                                          |
| Lançador múltiplo de foguetes             |                 |            |                                                                                          |
| BM-21 Grad                                | União Soviética | ??         | Quantidade não determinada devido a falta de informações fornecidas pelo governo cubano. |
| P-15 Termit                               | União Soviética | ??         | Quantidade não determinada devido a falta de informações fornecidas pelo governo cubano. |